# One Night in with Hope and More Vol. 1
| Recensione         | Giudizio |
| ------------------ | -------- |
| World Music Report |          |
| All About Jazz (1) |          |
| Concerto           |          |
| Orkester Journalen |          |
| Suono              |          |
| All About Jazz (2) | /        |
| Jazz World Quest   | /        |

One Night in with Hope and More Vol. 1 è il quarto album in studio registrato negli Stati Uniti da Roberto Magris per la casa discografica JMood di Kansas City ed è stato pubblicato nel 2012. È il primo volume dedicato ad Elmo Hope ed ai pianisti del periodo be-bop e post be-bop, commissionato a Roberto Magris da Paul Collins, produttore della JMood, assieme all’album Aliens in a Bebop Planet, in omaggio a Kansas City, città che è sede dell’American Jazz Museum e che ha dato i natali a Charlie Parker, Jay McShann, Mary Lou Williams ed altre figure storiche del jazz.

## Tracce
1. Happy Hour – 4:00 (Elmo Hope)
2. If You Could See Me Now – 7:09 (Tadd Dameron)
3. Theme from “The Pawnbroker” – 5:49 (Quincy Jones/Billy Byers)
4. I Didn’t Know About You – 5:22 (Duke Ellington)
5. Elmo’s Delight – 4:42 (Roberto Magris)
6. Half May – 4:43 (Herb Geller)
7. East 9th Street – 9:12 (Andrew Hill)
8. My Heart Stood Still – 6:11 (Rodgers/[Hart)
9. Fire Waltz – 7:27 (Mal Waldron)
10. Audio Liner Notes – 4:24

## Musicisti
- Roberto Magris – pianoforte
- Elisa Pruett – contrabbasso
- Albert Heath – batteria